# ناحیه دولنی کوبین
ناحیه دولنی کوبین (انگلیسی: Dolný Kubín District) ناحیه ای در منطقه ژیلینا در مرکز کشور اسلواکی است. این منطقه در ناحیه ای تپه ای در شمال رشته کوه مالا فاترا واقع شده‌است. هسته اصلی اقتصاد منطقه شامل مهندسی، مهندسی برق، متالورژی و صنعت پردازش چوب است. در این منطقه چندین شرکت ساختمانی متوسط وجود دارد. مقر و مرکز آن بزرگترین شهر آن دولنی کوبین است.